# Herrenmühle (Volkach)
Die Herrenmühle (auch Herrnmühle) ist eine ehemalige Getreide- und Schneidmühle im unterfränkischen Volkach. Sie liegt am Volkachbach an der Alten Obervolkacher Straße. Die erhaltenen Gebäude werden heute als Wohnhaus genutzt. Im 19. Jahrhundert war die Herrenmühle zeitweise ein eigenständiger Ortsteil von Volkach.

## Geschichte
Die Geschichte der Herrenmühle ist eng mit der der anderen beiden Volkacher Mühlen verbunden. Die Schaub- und die Brückenmühle stellten ursprünglich die Getreideversorgung der Volkacher Bevölkerung sicher. Im 16. Jahrhundert kam es allerdings zu einer Bevölkerungszunahme und einer daraus resultierenden höheren Nachfrage nach landwirtschaftlichen Erzeugnissen. Die beiden Mühlen konnten die Bevölkerung nicht mehr ernähren, was auch am Fehlen geeigneter Müller lag.
Daraufhin beschloss der Rat der Stadt in der zweiten Hälfte des 16. Jahrhunderts eine neue Mühle zu errichten. Nun wählte der Volkacher Oberamtmann Valentin Echter von Mespelbrunn das Grundstück an der Volkach aus. Bevor die Bauarbeiten beginnen konnten, wurde ein Vertrag mit dem Obervolkacher Paulusmüller, Georg Lindtner, geschlossen, der den Verlauf des Baches festschrieb. Im November 1588 konnte mit der Errichtung der neuen Mühle begonnen werden.
Für insgesamt 4.321 Gulden entstand bis zum Jahr 1590 die Mühle. Im Jahr 1598 wurde sie erstmals als Herrenmühle erwähnt, ihren Namen hatte sie nach ihrem Initiator, dem Volkacher Bürgermeister erhalten. Die Stadt wollte mit dem neuen Bau eine Stadtmühle nach dem Vorbild der Ziegelmühle in Obervolkach schaffen. Diese wurde vom Gemeinderat subventioniert. Man verpflichtete die Volkacher Bäcker auf die neue Mühle.
Diese sahen ihre Existenz mit der neuen Mühle jedoch bedroht und sabotierten die Herrenmühle. Der Rat der Stadt ließ die widerspenstigen Bäcker daraufhin verhaften und 1591 in den Turm sperren. In der Folgezeit etablierte sich ein Kompromiss: Die Müller der Herrenmühle mussten das Korn an Volkacher Stadtbürger billiger abgeben. Dieses Entgegenkommen führte allerdings dazu, dass sich zunächst kein Müller für die Herrenmühle finden wollte. Erst als die Stadt den Müller wie einen städtischen Angestellten besoldete, löste sich dieses Problem.
Die Herrenmühle blieb für die Stadt allerdings die ganze Frühe Neuzeit hindurch ein Verlustgeschäft, sodass man sie 1757 verkaufen wollte. Wieder stand der Stadtrat vor dem Problem, keinen Käufer für den Betrieb zu finden. Erst am 28. Oktober 1791 wechselte die Mühle für die Summe von 1.025 Gulden den Besitzer. Neuer Eigentümer war der Müllermeister Michael Müller aus dem nahen Nordheim am Main. Fortan war die Mühle in privaten Händen.
Wie in den vorherigen Jahrhundert folgten nun häufige Besitzerwechsel und häufiger Leerstand. Im Jahr 1845 verkaufte Sebastian Knies die Mühle für 6.300 Gulden an Jakob Heim aus Eibelstadt. Bereits 1848 wurde sie an Georg Jos verkauft, der das Gebäude noch im selben Jahr an Johann Henke aus Lengfeld veräußerte. Vor dem Ersten Weltkrieg war die Mühle dann in den Händen eines Müllers Freund, ehe bis 1918 Oswald Hahner neuer Eigentümer wurde.
Dieser vererbte die Herrenmühle an seinen Sohn Josef Hahner. Hahner erweiterte das Angebot der Mühle und wandelte die alte Getreidemühle in eine Sägemühle um, zuvor war die Herrenmühle eine sogenannte Doppelmühle gewesen. Josef Hahner soll 1921 einen Mord begangen haben und beging, nachdem er überführt worden war, in der Mühle Selbstmord. Nach 1921 war die Mühle in den Händen des Anton Werner und seines Sohnes. Heute ist ein Wohnhaus in den Räumlichkeiten untergebracht.

## Ortsteil

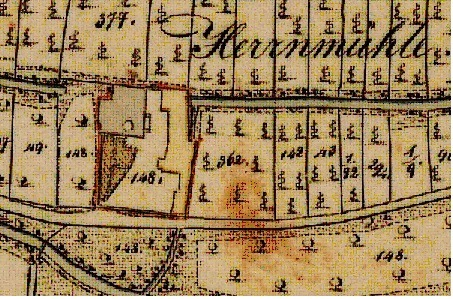
Die Herrenmühle im Urkataster von 1833

Im Jahr 1875 wurde die Herrenmühle erstmals als eigenständiger Ortsteil der Stadt Volkach bezeichnet. Sie gehörte zur katholischen Pfarrei St. Bartholomäus in Volkach. Ebenso war sie dem Schulsprengel und der Poststelle Volkach zugeordnet. 1875 bestand die Herrenmühle aus insgesamt fünf Gebäuden. Im Jahr 1888 erfasste man lediglich ein Wohngebäude. Letztmals taucht der Ortsteil nach der Volkszählung 1888 auf.
| Jahr | Einwohner | Jahr | Einwohner |
| ---- | --------- | ---- | --------- |
| 1875 | 11        | 1888 | 5         |